# Mieczysław Pruski
Mieczysław Pruski (ur. 31 października 1947 w Brzeźnie Szlacheckim, zm. 11 czerwca 2017) – polski samorządowiec, od 1973 naczelnik, a następnie w l. 1994-2013 sekretarz gminy Konarzyny, radny powiatu chojnickiego w l. 1998-2017.

## Życiorys
Z wykształcenia inżynier rolnik. W 1973 został naczelnikiem, a następnie przez niemal 20 lat był sekretarzem gminy Konarzyny. Poza pracą samorządową udzielał się również społecznie i charytatywnie, był prezesem Oddziału Gminnego Związku Ochotniczych Straży Pożarnych. 
W 1998 wybrany do Rady Powiatu Chojnickiego. Od II kadencji nieprzerwanie przewodniczący Komisji Rewizyjnej Rady Powiatu.
21 czerwca 2017 Rada Powiatu Chojnickiego podjęła jednogłośnie uchwałę o nadaniu mu pośmiertnie tytułu i medalu "Zasłużony dla powiatu chojnickiego”.